# Isaac Motte

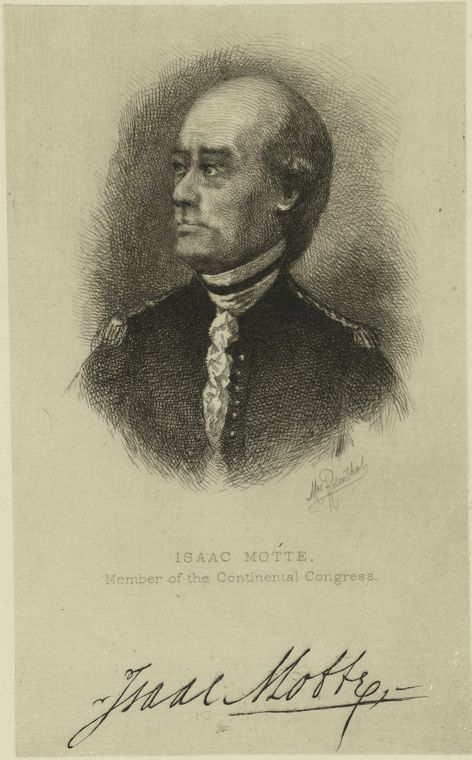
Isaac Motte

Isaac Motte (* 8. Dezember 1738 in Charleston, Province of South Carolina; † 8. Mai 1795 ebenda) war ein US-amerikanischer Politiker, der als Delegierter aus South Carolina am Kontinentalkongress teilnahm.
Isaac Motte war der Sohn von Jacob Motte, dem Leiter des königlichen Schatzamtes der Provinz South Carolina. Er erhielt eine militärische Ausbildung und trat am 19. Dezember 1756 im Rang eines Ensign in das 60th Royal American Regiment der British Army ein. Am 15. April 1759 wurde er zum Lieutenant befördert. Er diente unter anderem während des Franzosen- und Indianerkrieges in Kanada, ehe er 1766 seinen Abschied von der Armee nahm und nach Charleston zurückkehrte. Dort wurde er 1772 Abgeordneter im kolonialen House of Commons.
In den Jahren 1774, 1775 und 1776 nahm Motte jeweils am Provinzialkongress von South Carolina teil. Während des Unabhängigkeitskrieges trat er der Kontinentalarmee bei und bekleidete zunächst den Rang eines Lieutenant Colonel im 2. Regiment aus South Carolina; im September 1776 erfolgte die Beförderung zum Colonel. Nach seiner Wahl in den Privy Council, das Beratungsgremium des Gouverneurs seines Staates, verließ er 1779 die Streitkräfte. Im selben Jahr wurde er auch in das Repräsentantenhaus von South Carolina gewählt.
Zwischen 1780 und 1782 vertrat Motte seinen Heimatstaat bei den Sitzungen des Kontinentalkongresses, die während dieser Zeit in Philadelphia stattfanden. Später war er Mitglied jener Kommission, die am 23. Mai 1788 für South Carolina die Verfassung der Vereinigten Staaten ratifizierte. Im folgenden Jahr wurde er von US-Präsident George Washington zum zuständigen Marineoffizier für den Hafen von Charleston ernannt. Dieses Amt übte er bis zu seinem Tod im Mai 1795 aus.